# Vilar de Amargo
Vilar de Amargo é uma localidade portuguesa do Município de Figueira de Castelo Rodrigo que foi sede da extinta Freguesia de Vilar de Amargo, freguesia que tinha 28,24 km² de área e 158 habitantes (2011), e, por isso, uma densidade populacional de 5,6 hab/km².
A Freguesia de Vilar de Amargo foi extinta em 2013, no âmbito de uma reforma administrativa nacional, para, em conjunto com as freguesias de Vale de Afonsinho e Algodres, formar uma nova freguesia denominada União das Freguesias de Algodres, Vale de Afonsinho e Vilar de Amargo com sede em Algodres.

## População
| Totais e grupos etários | Totais e grupos etários | Totais e grupos etários | Totais e grupos etários | Totais e grupos etários | Totais e grupos etários | Totais e grupos etários | Totais e grupos etários | Totais e grupos etários | Totais e grupos etários | Totais e grupos etários | Totais e grupos etários | Totais e grupos etários | Totais e grupos etários | Totais e grupos etários | Totais e grupos etários |
| ----------------------- | ----------------------- | ----------------------- | ----------------------- | ----------------------- | ----------------------- | ----------------------- | ----------------------- | ----------------------- | ----------------------- | ----------------------- | ----------------------- | ----------------------- | ----------------------- | ----------------------- | ----------------------- |
|                         | 1864                    | 1878                    | 1890                    | 1900                    | 1911                    | 1920                    | 1930                    | 1940                    | 1950                    | 1960                    | 1970                    | 1981                    | 1991                    | 2001                    | 2011                    |
|                         | 423                     | 487                     | 490                     | 504                     | 561                     | 513                     | 560                     | 569                     | 558                     | 492                     | 328                     | 330                     | 280                     | 236                     | 158                     |
| i)                      |                         |                         |                         |                         |                         |                         |                         |                         |                         |                         |                         |                         |                         | 21                      | 10                      |
| ii)                     |                         |                         |                         |                         |                         |                         |                         |                         |                         |                         |                         |                         |                         | 30                      | 9                       |
| iii)                    |                         |                         |                         |                         |                         |                         |                         |                         |                         |                         |                         |                         |                         | 91                      | 73                      |
| iv)                     |                         |                         |                         |                         |                         |                         |                         |                         |                         |                         |                         |                         |                         | 94                      | 66                      |

```
i)
 0 aos 14 anos;
 ii)
 15 aos 24 anos; 
iii)
 25 aos 64 anos; 
iv)
 65 e mais anos	
```